# 山崎朋子
山崎 朋子（やまざき ともこ、1932年1月7日 - 2018年10月31日）は、女性史研究家、ノンフィクション作家。夫は児童文化研究家の上笙一郎。

## 経歴
長崎県佐世保市生まれ、広島県呉市と広島市で育つ。呉市立仁方小学校卒（文芸春秋講演会での発言から）。本籍地は福井県。父は大日本帝国海軍中佐の大畑正、母は若山喜志子門下の歌人で三冊の歌集を持つ大畑晴子。1940年、父が艦長を務める伊号第六十七潜水艦が沈没し、父を喪う。
1945年、広島市への原子爆弾投下前に母親の郷里福井県に移り終戦を迎える。1952年、福井大学教育学部二部を2年修了。福井県で小学校の教師をした後、1954年、女優となることを夢見て上京、再度小学校教諭を務めるが一年で辞め、演劇の勉強をするうち、知り合った東京大学院生・金光澤と事実婚。済州島生まれの金は20歳で朝鮮から来日し、東大法学部を経て院を卒業したが、職に恵まれず、山崎が昼は会社員、夜は喫茶店ウェートレスをして金の民族運動を支えた。このとき金の友人尹学準から羅稲香にあやかった朝鮮名「羅敦香」をもらう。しかし金は朝鮮総連学生部の委員長であり、ナショナリズムのゆえに在日朝鮮人の間で日本人妻を忌避する風潮が現れ、金の許を去る。金との同棲は２年ほどだった。
その後喫茶店で働きつつ、写真のモデルなどをしていたが、1958年、一方的に朋子に執着した男に顔を傷つけられ、女優の夢を断たれる。同年、新宿の風月堂でウェイトレスをしていて、児童文化研究者・上笙一郎と知り合い、1959年、結婚。上の本名である山崎を姓とする。（以上は自伝『サンダカンまで』に詳しい）
これ以降、女性史研究者としての勉強を始め、1966年、上との共著『日本の幼稚園』で1毎日出版文化賞受賞。アジア女性交流史研究会を創立し、1977年まで『アジア女性交流史』を刊行。1973年、九州地方の「からゆきさん」の聞き書き『サンダカン八番娼館』で大宅壮一ノンフィクション賞受賞。同作は映画化され（『サンダカン八番娼館 望郷』、熊井啓監督）、ベストセラーとなり、家を建てるなど余裕のある生活が可能になった。一方『サンダカン八番娼館』の「からゆきさん」のモデルであるおサキさんは改めて世間に指弾され、困窮した生活を余儀なくされた。
『あめゆきさんの歌』では、評論家の山田わかが若い頃アメリカで娼婦をしていた事実を明らかにした。以後、女性史研究の第一人者として著書多数。1990年代にはアジア女性基金を設立し、近代女性の著作の復刊『女性叢書』の編纂などに従事した。
また、西田敏行、山田洋次、黒柳徹子らと共に「平和のための戦争展」（日本中国友好協会主催）の呼びかけ人を務めていた。
2018年10月31日、糖尿病のために死去した。86歳没。

## 著書
- 『愛と鮮血　―アジア女性交流史―』三省堂新書 1970 のち光文社文庫
- 『サンダカン八番娼館　―底辺女性史序章―』筑摩書房 1972 のち文春文庫
- 『サンダカンの墓』文藝春秋 1974  のち文庫
- 『火種はみずからの胸底に』筑摩書房 1974　のち光文社文庫
- 『随想　―胸より胸へ―』筑摩書房 1976 のち光文社文庫
- 『あめゆきさんの歌　―山田わかの数奇なる生涯―』文藝春秋, 1978 のち文庫
- 『随筆　ひとあしずつ』主婦の友社 1980 のち光文社文庫
- 『鳴潮のかなたに　―伊号第六十七潜水艦とその遺族―』文藝春秋, 1983 のち文庫
- 『わたし自身をさがす旅』PHP研究所, 1984
- 『アジアの女アジアの声』文藝春秋, 1985
- 『引き裂かれた人生』文藝春秋, 1987 のち文庫
- 『生きて生きて』海竜社 1992
- 『ひとつ・一枚物語』文藝春秋 1993
- 『アジア女性交流史　明治・大正期篇』筑摩書房 1995
- 『わたしがわたしになるために』海竜社 1997
- 『サンダカンまで　―わたしの生きた道―』朝日新聞社 2001
- 『朝陽門外の虹　―崇貞女学校の人びと―』岩波書店 2003
- 『アジア女性交流史　昭和期篇』岩波書店、2012

## 共編著
- 『日本の幼稚園 幼児教育の歴史』上笙一郎共著 理論社, 1965 のち光文社文庫、ちくま学芸文庫
- 『光ほのかなれども 二葉保育園と徳永恕』上笙一郎共著 朝日新聞社, 1980 のち光文社文庫
- 『「女の生き方」四〇選』文藝春秋 1991　のち文庫
- 『アジアの女性指導者たち』筑摩書房 1997
- 『アジア女性交流史研究』上笙一郎共編 港の人 2004